# Guamuchilillo
Guamuchilillo är en ort i Mexiko.   Den ligger i kommunen Mezquitic och delstaten Jalisco, i den centrala delen av landet, 600 km nordväst om huvudstaden Mexico City. Guamuchilillo ligger 1 329 meter över havet och antalet invånare är 190.
Terrängen runt Guamuchilillo är bergig åt sydost, men åt nordväst är den kuperad. Runt Guamuchilillo är det mycket glesbefolkat, med 4 invånare per kvadratkilometer. Närmaste större samhälle är San Andrés Cohamiata, 17,3 km norr om Guamuchilillo. I omgivningarna runt Guamuchilillo växer huvudsakligen savannskog.